# Дыкман, Исаак Маркович
Исаак Маркович Дыкман (7 апреля 1911, Сморгонь Гродненской области — 7 декабря 2001, Ист-Лансинг, США) — советский физик. Доктор физико-математических наук (1964), профессор (1968). Автор учебника «Явления переноса и флуктуации в полупроводниках».

## Биография
Родился 7 апреля 1911 года в городе Сморгонь. В 1936 окончил Киевский университет. В 1939—1940 и 1945—1960 — в Институте физики АН УССР: с 1954 — старший научный сотрудник. В 1960—1991 — в Институте полупроводников АН УССР (Киев): старший научный сотрудник, в 1966—1983 — зав. отделом теории полупроводников и полупроводниковых приборов.
С 1983 — старший научный сотрудник-консультант. По совместительству 1963—1972 — профессор кафедры теории физики Киевского университета. О его работе отмечалось 

В работе теоретического сектора важную роль играл Дыкман Исаак Маркович, который с 1968 г. по 1983 г. был заведующим отделом № 2. Спокойный, рассудительный, обладающих большими знаниями в области теории твердого тела и работоспособностью, Дыкман И. М. сотрудничал со многими теоретиками в ИФП и в ИФ… Дыкман И. М. имел большое число молодых сотрудников и аспирантов (Толпыго Е. И., Григорьев Н. Н., Алмазов Л. А. и др.). Среди его учеников — чл.-кор. НАНУ, заведующий отделом теоретической физики ИФ НАНУ Томчук П. М., профессор Васько Ф. Т. и многие другие, активно работающие в области теории по настоящее время. В ИФП основной тематикой Дыкмана И. М. была теория электронных кинетических явлений в сильных полях, в этой области им были разработаны общие вопросы теории горячих электронов. В частности, он детально исследовал кинетику носителей со сложным законом дисперсии (непараболичность, анизотропия, и пр.), явления увлечения неосновных носителей заряда основными, а также такую сложную задачу, как влияние электрон-электронных соударений на кинетические явления в электрическом и магнитном поля.

## Семья
Сын — Марк Исаакович Дыкман — физик-теоретик, доктор физ-мат наук (1984), профессор физики в Michigan State University at Lansing (USA).

## Научные работы
- «К теории фотоэлектронной и вторично-электронной эмиссии из эффективных полупроводниковых эмиттеров» // ЖТФ. 1948. Т. 18, № 11;
- «Поляризующие экситоны в кристаллах типа КСl» // ЖЭТФ. 1954. Т. 26, № 3;
- «Влияние электрического поля на температуру, электропроводность и термоэмиссию полупроводников» // ФТТ. 1960. Т. 2, № 9 (соавтор.);
- «Влияние дрейфа носителей на распространение электромагнитных волн в твердотельной плазме» // Письма в ЖЭТФ. 1972. Т. 16, № 5 (соавтор.);
- «Разогрев электронного газа в пространственно неоднородных полупроводниках». К., 1975;
- Явления переноса и флуктуации в полупроводниках : учебник / И. М. Дыкман, П. М. Томчук ; Акад. наук СССР, Ин-т физики. — Киев : Наукова думка, 1981. — 320 с.
- «Электромагнитные волны в сверхрешетке многодолинного полупроводника в магнитном поле» // ФТП. 1991. Т. 25, № 3.